# Wab
Wab (Els ceptres purs) fou el nom del nomós XIX de l'Alt Egipte. La capital fou Permedjed (Oxyrhynkos, avui Bahnasa). Els déus principals eren Seth i el peix Mormyrus.